# Stephen Mason
Stephen Finney Mason (* 6. Juli 1923 in Leicester, England; † 11. Dezember 2007) war ein britischer Chemiker und Wissenschaftshistoriker.

## Leben und Wirken
Mason wurde in Leicester geboren und wuchs in dem Dorf Anstey auf. Dank eines Stipendiums konnte er die Wyggeston Grammar School besuchen. Danach konnte er, erneut dank eines Stipendiums, Naturwissenschaften am Wadham College der Oxford University studieren.
Sein Studium schloss er 1945 mit dem BA ab. 1947 promovierte er bei Dalziel Ll. Hammick über „physico-chemische Faktoren die dem biologischen Eigenschaften einiger antimalarischer Wirkstoffe zugrunde liegen“. Nach der Veröffentlichung eines Aufsatzes über die Geschichte des proto-chemischen Denkens erhielt Mason 1947 das Angebot am Museum for the History of Science in Oxford zu forschen, an dem er in der Folge bis 1953 tätig war.
1956 begann er an der University of Exeter über physikalische organische Chemie zu dozieren. 1964 wechselte er zur University of East Anglia in 1964, wo er einen neu geschaffenen Lehrstuhl für Chemie übernahm. 1970 erhielt er einen Ruf ans Kings College in London, wo er bis zu seiner Emeritierung 1988 blieb. Danach wechselte er nach Cambridge, wo er von 1988 bis 1990 eine außerordentliche Fellowship am Wolfson College innehatte.
Ein Thema, dem sich Mason in seiner Forscherkarriere im besonderen widmete, war die Optik. Insbesondere interessierte er sich dabei für die Spektroskopie optisch aktiver Moleküle. Ein Kennzeichen seiner Forschung war seit den 1950er Jahren das Bemühen synthetische Chemie, experimentelle Spektroskopie und Theorie zusammenzubringen. Wichtige Beiträge leistete er dabei zur Formulierung einer umfassenden Theorie der Lichtbestandteile von cholesterischen Flüssigkristallen.
Masons Interesse an der Geschichte des Wadham College und zumal an John Wilkins, einem der Gründer der Royal Society veranlasste ihn seit den 1950er Jahren außer als Chemiker auch immer wieder sich als Wissenschaftshistoriker hervorzutun. Sein Buch „A History of the Sciences“ ist in mindestens sieben Sprachen übersetzt worden und seit seiner Erstauflage 1956 immer wieder neu aufgelegt worden.
Mason gehörte seit 1945 der Chemical Society (später Rosal Society of Chemistry, RSC) an in deren Beirat er von 1964 bis 1969 und von 1978 bis 1981 saß. 1991 er die Historische Gruppe des RSC deren Vorsitz er bis 1994 führte.
In den 1950er Jahren heiratete Mason die Chemikerin Joan Banus, die wie er 1988 in den Ruhestand ging und 2004 starb. Aus der Ehe gingen drei Söhne Oliver, Andrew und Lionel hervor.

## Schriften
- A History of the Sciences, 1956.
- Molecular Optical Activity and the Chiral Discriminations, 1982.
- Chemical Evolution: Origins of the Elements, Molecules and Living Systems, 1991.